# دوست‌گماری

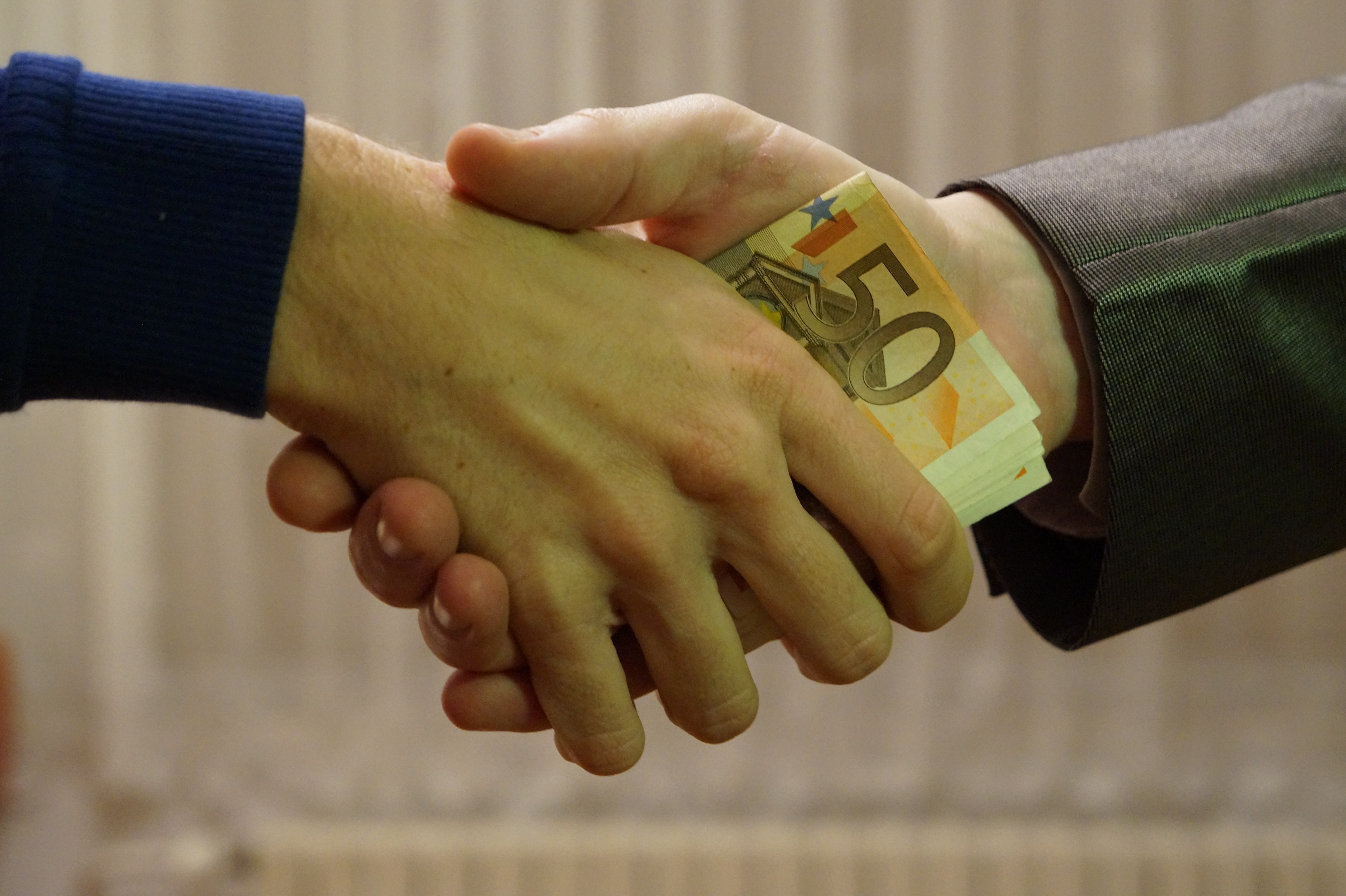
تصویر نشان دهنده مزایای دوست گماری

دوست‌گماری یا رفیق‌بازی (به انگلیسی: cronyism) رسم و رویه‌ای جانبدارانه در اعطای مناصب و مزایا به دوستان یا همکاران مورد اعتماد است، بالاخص در حوزهٔ سیاست و بین سیاستمداران و سازمان‌های حامی. مثلاً گماردن «دوستان» به سمت‌های رده‌بالا بدون توجه به صلاحیت و شایستگی و صرفاً به دلیل آشنایی قدیمی و روابط شخصی، بارزترین شکل دوست‌گماری است.
دوست‌گماری وقتی رخ می‌دهد که بین گمارنده و گماشته نوعی قرارداد اجتماعی یا تجاری منعقد می‌شود: معمولاً گمارنده در حیطه‌ای نیازمند حمایت و یاری است و به همین دلیل افرادی را به آن سمت می‌گمارد که برای تضعیف جایگاه و طرح‌هایش اقدام نکنند، علیه او رأی ندهند، یا حتی دیدگاه‌های متضاد را ابراز نکنند. دوست‌گماری از نظر سیاسی به طرز تحقیرکننده‌ای به خرید و فروش «لطف» تعبیر می‌شود، مثلاً رأی در مجالس مقننه، لطف کردن به سازمان‌ها، فرستادن سفیرهای مطلوب به مکان‌های جذاب و غیره.